# ويليام والتر مكدونالد
ويليام والتر مكدونالد هو سياسي كندي، ولد في 4 يوليو 1844، وتوفي في 20 يونيو 1929. انتخب عضو مجلس العموم الكندي.